# 지미콘
지미콘(ジミ婚)은 일본의 결혼식 문화 중 하나를 이르는 일본어 낱말이다. 식당 등의 장소에서 가족 및 가까운 지인만 불러 치르는 검소한 결혼식을 말한다.